# Ribesalbes
Ribesalbes ist eine Gemeinde (Municipio) mit 1.163 Einwohnern (Stand: 2024) in der Provinz Castellón der Autonomen Gemeinschaft Valencia in Spanien. 

## Geografie
Ribesalbes befindet sich etwa 24 Kilometer westnordwestlich von Castellón de la Plana in einer Höhe von ca. 170 m. Der Fluss Mijares, der durch die Gemeinde fließt, wird hier zur Embalse de Ribesalbes bzw. zur Embalse de Sichar aufgestaut.

## Bevölkerungsentwicklung
| Jahr      | 1970 | 1981 | 1991 | 2001 | 2011 | 2021 |
| Einwohner | 1501 | 1400 | 1336 | 1262 | 1320 | 1158 |

## Wirtschaft
Ribesalbes ist für die hier gefertigten Keramiken bekannt.

## Sehenswürdigkeiten
- Reste der alten Burg

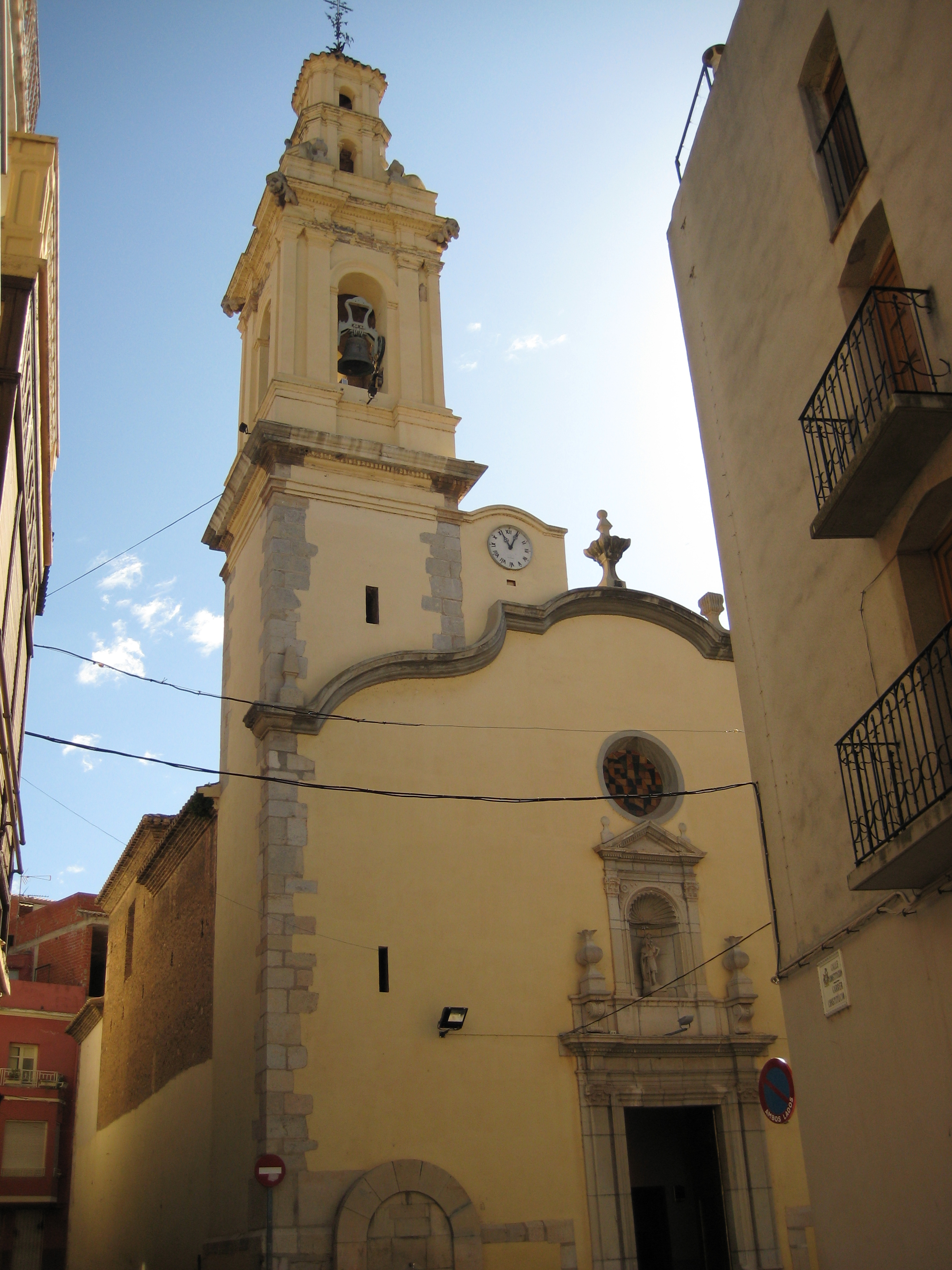
Christopheruskirche
- Kalvarienkapelle

- Christopheruskirche